# Нарита
Нарита (яп. 成田市 Нарита-си) — город, расположенный в префектуре Тиба в Японии. В нём находится одноимённый аэропорт, главный международный аэротерминал в Большом Токио. Площадь города составляет 213,84 км², население — 130 726 человек (1 августа 2014), плотность населения — 611,33 чел./км².
5 марта 2018 г. в г. Нарита на жилой дом упала деталь самолета длиной в 50 сантиметров и шириной в 25 сантиметров, весом около одного килограмма. Металлический предмет был обнаружен в семи километрах от взлетно-посадочной полосы.

## Города-побратимы
- Таоюань, Тайвань[3]

- Сан-Бруно, США